# Armando Alonso
Armando Alonso Rodríguez (San José, 21 de marzo de 1984) es un exfutbolista costarricense, que debutó en el año 2001 con el Deportivo Saprissa. Aunque algunas fuentes mencionan que Armando Alonso nació en San José, Costa Rica, es importante aclarar que él es originario de Zarcero, cantón de la provincia de Alajuela. Nació en un hospital de San José (como es común en muchos casos debido a la falta de hospitales en Zarcero), pero su familia, su formación académica y su crianza se dieron en Zarcero. 
Se retiró en 2015 como mediocampista en la L. D. Alajuelense de la Primera División de Costa Rica.

## Clubes
| Club               | País       | Año       |
| ------------------ | ---------- | --------- |
| Deportivo Saprissa | Costa Rica | 2001-2005 |
| C. S. Cartaginés   | Costa Rica | 2005-2007 |
| Deportivo Saprissa | Costa Rica | 2007-2011 |
| L. D. Alajuelense  | Costa Rica | 2012-2016 |

## Palmarés

### Títulos Nacionales
| Título                         | Club                       | Año            |
| ------------------------------ | -------------------------- | -------------- |
| Primera División de Costa Rica | Deportivo Saprissa         | 2003-04        |
| Primera División de Costa Rica | Deportivo Saprissa         | 2005-06        |
| Primera División de Costa Rica | Deportivo Saprissa         | Invierno 2007  |
| Primera División de Costa Rica | Deportivo Saprissa         | Verano 2008    |
| Primera División de Costa Rica | Deportivo Saprissa         | Invierno 2008  |
| Primera División de Costa Rica | Deportivo Saprissa         | Verano 2010    |
| Supercopa de Costa Rica        | Liga Deportiva Alajuelense | Supercopa 2012 |
| Primera División               | Liga Deportiva Alajuelense | Invierno 2012  |
| Primera División               | Liga Deportiva Alajuelense | Invierno 2013  |

#### Títulos internacionales
| Título                       | Equipo                  | Sede           | Año  |
| ---------------------------- | ----------------------- | -------------- | ---- |
| Copa Interclubes de la UNCAF | Deportivo Saprissa      | Centroamérica  | 2003 |
| Copa Centroamericana         | Selección de Costa Rica | Estados Unidos | 2014 |

### Goles internacionales
| Gol | Fecha                   | Estadio                       | Oponente | Resultado | Competición  |
| --- | ----------------------- | ----------------------------- | -------- | --------- | ------------ |
| 1.  | 10 de junio de 2008     | Estadio Nacional de Granada   | Granada  | 2 - 2     | Eliminatoria |
| 2.  | 6 de septiembre de 2008 | Estadio Ricardo Saprissa Aymá | Surinam  | 7 - 0     | Eliminatoria |
| 3.  | 12 de octubre de 2008   | Estadio André Kamperveen      | Surinam  | 4 - 1     | Eliminatoria |